# Маслов, Николай Николаевич
Никола́й Никола́евич Ма́слов (1 августа 1846 — 10 октября 1912) — русский военный юрист, Главный военный прокурор Российской империи, генерал от инфантерии (1906).

## Биография
Из дворян Тверской губернии. Окончил Первый кадетский корпус (1863), 2-е Константиновское военное училище (1864) и Военно-юридическую академию (1873). С 1864 года служил в 94 пехотном Енисейском полку. В 1868 году старший адъютант штаба 24-й пехотной дивизии по хозяйственной части, капитан.

23 октября 1871 года — присвоен чин майора армии.

В 1873—1878 — помощник военного прокурора Петербургского военно-окружного суда, с переводом в военно-судебное ведомство.

11 октября 1873 года переименован в капитаны военно-судебного ведомства.

17 апреля 1875 года произведён в подполковники.

В 1878—1879 — исправляющий должность военного прокурора Петербургского военно-окружного суда.

16 апреля 1878 года произведён в полковники.

С 1881—до 6 февраля 1882 — военный судья Петербургского военно-окружного суда.
С 6 февраля 1882—до 4 января 1892 — военный прокурор Петербургского военно-окружного суда.
24 апреля 1888 — произведён в генерал-майоры за отличие по службе.
С 4 января 1892 — до 6 мая 1895 — исправляющий должность главного военного прокурора и начальника Главного военно-судного управления.
С 6 мая 1895 — до 14 августа 1905 — главный военный прокурор и начальник Главного военно-судного управления.
6 мая 1895 года — произведён в генерал-лейтенанты за отличие по службе.
6 декабря 1906 года — получил чин генерала от инфантерии за отличие по службе
С 11 августа 1905 года до 1912 года — член (с 1906 года присутствующий член) Государственного совета.
С 4 января 1892 до 1912 — почетный член Александровской военно-юридической академии.